# Schloss Glaubendorf

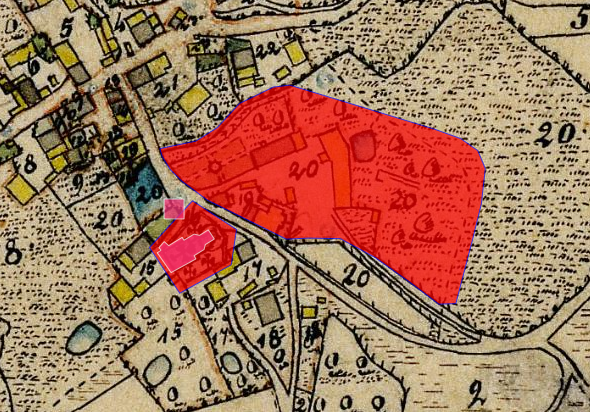
Lageplan von Schloss Glaubendorf auf dem Urkataster von Bayern

Das abgegangene Schloss Glaubendorf stand in Glaubendorf, einem Ortsteil des oberpfälzischen Marktes Wernberg-Köblitz im Landkreis Schwandorf. Die Anlage wird als Bodendenkmal unter der Aktennummer D-3-6439-0002 im Bayernatlas als „mittelalterlicher Turmhügel, archäologische Befunde und Funde im Bereich des ehem. Schlosses in Glaubendorf“ geführt.

## Geschichte
Glaubendorf war seit dem 14. Jahrhundert eine Hofmark. Als Inhaber der Hofmark sind die Fuchssteiner seit 1399 nachgewiesen, ab 1465 sind sie auch Leuchtenbergische Landsassen. 1509 und 1511 verkaufte Sigmund der Fuchssteiner seine Anteile an Schloss und Dorf Glaubendorf an Landgraf Johann IV. von Leuchtenberg. Der Landgraf leistete auch eine Ablöse für die Aufgabe des Leuchtenbergischen Lehens, da Hanns von Fuchsstein 1488 eine Reihe von Rechten (Malz-, Brau- und Schankgerechtigkeit, Kirchtagrecht, Gerichtszwang mit Ausnahme der Blutgerichtsbarkeit) von den Leuchtenbergern erworben hatte. Die Hofmark blieb bis zum Ende des alten Reichs 1806 in der Hand der Landesherren. Die Hofmark umfasste vier Höfe, sechs Lehen, zwei Gütel, zwei Tafern, ein Bräuhaus und eine Schmiede, sie wurde ab der Hälfte des 18. Jahrhunderts vom Amt Tännesberg-Treswitz verwaltet.
Neben der Hofmark gab es auch den Sitz Glaubendorf. Dieser gehörte zur Herrschaft Wernberg und war ein Lehen der Krone Böhmens. Inhaber des Sitzes waren die Notthafft und die Wispeck. 1534, vier Jahre nach dem Erwerb von Wernberg, wurde Landgraf Johann V. von Leuchtenberg von König Ferdinand von Böhmen damit belehnt. Nach dem Tod des letzten Leuchtenbergers, Maximilian Adam († 1646), wurde der Sitz Glaubendorf als erledigtes böhmisches Lehen eingezogen und (ebenso wie Wernberg) dem Grafen Franz Christoph von Khevenhüller verliehen. Dieser verkaufte den Sitz alsbald an den Kurfürsten Maximilian I. 1626 tritt der Sitz erstmals als Landsassengut in Erscheinung. Als Landsassen sind belegt: Balthasar Wolf Hertig (1626), Ludwig Federl (1647), Josef Augustin Baron von Schrenk (1748) und Franz von Kammerer (1777). Von diesem wurde es nach einem Gantverfahren 1783 an Franz Gregor von Segern verkauft.
Nach dem Organischen Edikt über die Patrimonialgerichtsbarkeit vom 8. September 1808 wird als Inhaberin der Gerichtsbarkeit über Glaubendorf und Gröbmühle Franziska von Voith genannt.

## Beschreibung
Der Sitz lag unmittelbar nordöstlich und nur durch die St.-Wolfsgang-Straße getrennt neben der Expositurkirche St. Wolfgang von Glaubendorf. Das Schlossareal ist heute modern überbaut.